# Thomas Abbt

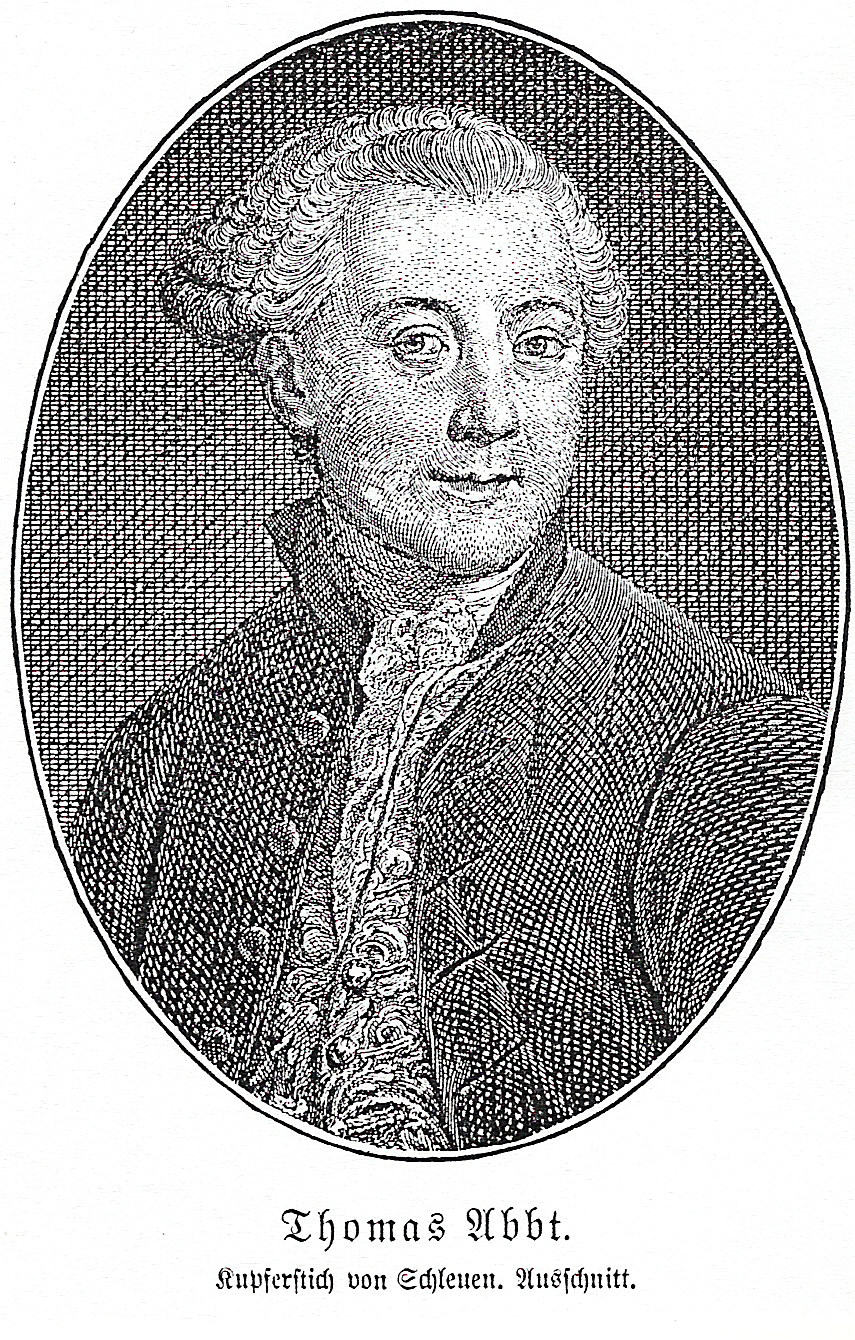
Thomas Abbt

Thomas Abbt (Ulm, 25 november 1738 — Bückeburg, 3 november 1766) was een Duitse wijsgeer en schrijver.
Hij was bevriend met de eveneens Duitse schrijver, filosoof en dichter Gotthold Ephraim Lessing. Hij werkte aan de popularisering van de filosofie en aan de ontwikkeling van de Duitse literatuur.

## Werk
Belangrijk werk:
- Vom Tode fürs Vaterland
- Vom Verdienste

- Bibliothèque nationale de France: cb125347464 (data)
- CiNii: DA03649808
- Gemeinsame Normdatei: 118500074
- International Standard Name Identifier: 0000 0001 0876 7407
- Library of Congress Control Number: no98115692
- Nationale Bibliotheek van Tsjechië: mzk2005290168
- Nationale bibliotheek van Australië: 36579880
- Nationale Bibliotheek van Israël: 987007257318305171
- Nationale Bibliotheek van Polen: a0000002423594
- Nederlandse Thesaurus van Auteursnamen: 071712305
- Istituto Centrale per il Catalogo Unico: CFIV159792
- Système universitaire de documentation: 034609148
- Trove: 1303817
- Virtual International Authority File: 19789445
- WorldCat: E39PBJw4y738743qvJCPGmJ4bd